# Lower Niumi
Lower Niumi är ett distrikt i Gambia. Det ligger i regionen North Bank, i den västra delen av landet, 20 km nordost om huvudstaden Banjul. Antalet invånare var 57 088 vid folkräkningen 2013. De största orterna då var Essau, Barra, Ndungu Kebbeh och Fass Njaga Choi.